# Grande Prêmio do Canadá de 2023
O Grande Prêmio do Canadá de 2023 (oficialmente denominado Formula 1 Pirelli Grand Prix Du Canada 2023) foi a oitava etapa da temporada de 2023 da Fórmula 1, e disputado em 18 de Junho de 2023 no Circuito Gilles Villeneuve, Montreal, Canadá.

## Contexto

### Participantes
Os pilotos e equipes foram os mesmos da lista de inscritos da temporada, sem pilotos substitutos adicionais para este fim de semana de corrida.

### Escolhas de pneus
A fornecedora de pneus Pirelli trouxe os compostos de pneus C3, C4, e C5 (denominados duro, médio, e macio, respectivamente) para as equipes usarem durante o evento.
| Nome do composto | Cor | Cor | Banda de rolamento | Condições de tempo | Aderência | Durabilidade |
| ---------------- | --- | --- | ------------------ | ------------------ | --------- | ------------ |
| Duro             | C3  |     | Lisa               | Seco               | Baixa     | Alta         |
| Médio            | C4  |     | Lisa               | Seco               | Média     | Média        |
| Macio            | C5  |     | Lisa               | Seco               | Alta      | Baixa        |

## Treinos Livres
As duas primeiras sessões de treinos livres foram disputados no dia 16 de junho de 2023 a partir de 13:30 no horário local (UTC−4) ou às 14:30 no Horário de Brasília. Por sua vez, a terceira e última sessão, iniciou no dia 17 de junho às 12:30 no horário local (UTC−4) ou às 13:30 no Horário de Brasília.
Durante o primeiro treino livre, houve falha nas câmeras de acesso dos comissários surgiu e impediu a retomada da sessão livre por questões de segurança, segundo a Federação Internacional do Automobilismo (FIA). Pouco antes do início do TL1, a região do Circuito Gilles Villeneuve havia sofrido uma queda de energia. Com isso, o segundo treino livre será estendido em 30 minutos, durando 90 minutos ao invés dos 60 minutos tradicionais. A sessão começou às 17h30 (horário de Brasília), ao invés das 18h originalmente previstas.

### Resultado
Em negrito, os respectivos melhores tempos de cada sessão. A disposição inicial do treino fora colocada considerando-se o TL2.
| No.            | Piloto           | Construtora                | Tempo | Tempo | Tempo | Tempo | Tempo | Tempo |
| No.            | Piloto           | Construtora                | TL1   | P.    | TL2   | P.    | TL3   | P.    |
| -------------- | ---------------- | -------------------------- | ----- | ----- | ----- | ----- | ----- | ----- |
| 1              | Max Verstappen   | Red Bull Racing-Honda RBPT |       |       |       |       |       |       |
| 14             | Fernando Alonso  | Aston Martin-Mercedes      |       |       |       |       |       |       |
| 27             | Nico Hülkenberg  | Haas-Ferrari               |       |       |       |       |       |       |
| 11             | Sergio Pérez     | Red Bull Racing-Honda RBPT |       |       |       |       |       |       |
| 31             | Esteban Ocon     | Alpine-Renault             |       |       |       |       |       |       |
| 16             | Charles Leclerc  | Ferrari                    |       |       |       |       |       |       |
| 55             | Carlos Sainz Jr. | Ferrari                    |       |       |       |       |       |       |
| 63             | George Russell   | Mercedes                   |       |       |       |       |       |       |
| 77             | Valtteri Bottas  | Alfa Romeo-Ferrari         |       |       |       |       |       |       |
| 10             | Pierre Gasly     | Alpine-Renault             |       |       |       |       |       |       |
| 44             | Lewis Hamilton   | Mercedes                   |       |       |       |       |       |       |
| 81             | Oscar Piastri    | McLaren-Mercedes           |       |       |       |       |       |       |
| 24             | Guanyu Zhou      | Alfa Romeo-Ferrari         |       |       |       |       |       |       |
| 4              | Lando Norris     | McLaren-Mercedes           |       |       |       |       |       |       |
| 20             | Kevin Magnussen  | Haas-Ferrari               |       |       |       |       |       |       |
| 21             | Nyck de Vries    | AlphaTauri-Honda RBPT      |       |       |       |       |       |       |
| 22             | Yuki Tsunoda     | AlphaTauri-Honda RBPT      |       |       |       |       |       |       |
| 18             | Lance Stroll     | Aston Martin-Mercedes      |       |       |       |       |       |       |
| 23             | Alexander Albon  | Williams-Mercedes          |       |       |       |       |       |       |
| 2              | Logan Sargeant   | Williams-Mercedes          |       |       |       |       |       |       |
| Referência(s): |                  |                            |       |       |       |       |       |       |

## Qualificação
A qualificação ocorreu no dia 17 de Junho de 2023 às 16:00 no horário local (UTC−4) ou às 17:00 no Horário de Brasília.

### Resultado
Em negrito, os respectivos melhores tempos de cada sessão e pole position.

## Corrida
A corrida foi realizada em 18 de Junho de 2023 às 14:00 no horário local (UTC−4) ou às 15:00 no Horário de Brasília.

### Resultado
| Pos.                                                                             | No. | Piloto           | Construtora                | Voltas | Tempo/Retirado | Grid | Pontos |
| -------------------------------------------------------------------------------- | --- | ---------------- | -------------------------- | ------ | -------------- | ---- | ------ |
| 1                                                                                | 1   | Max Verstappen   | Red Bull Racing-Honda RBPT | 70     | 1:33:58.348    | 1    | 25     |
| 2                                                                                | 14  | Fernando Alonso  | Aston Martin-Mercedes      | 70     | +9.570         | 2    | 18     |
| 3                                                                                | 44  | Lewis Hamilton   | Mercedes                   | 70     | +14.168        | 3    | 15     |
| 4                                                                                | 16  | Charles Leclerc  | Ferrari                    | 70     | +18.648        | 10   | 12     |
| 5                                                                                | 55  | Carlos Sainz Jr. | Ferrari                    | 70     | +21.540        | 11   | 10     |
| 6                                                                                | 11  | Sergio Pérez     | Red Bull Racing-Honda RBPT | 70     | +51.028        | 12   | 9      |
| 7                                                                                | 23  | Alexander Albon  | Williams-Mercedes          | 70     | +1:00.813      | 9    | 6      |
| 8                                                                                | 31  | Esteban Ocon     | Alpine-Renault             | 70     | +1:01.692      | 6    | 4      |
| 9                                                                                | 18  | Lance Stroll     | Aston Martin-Mercedes      | 70     | +1:04.402      | 16   | 2      |
| 10                                                                               | 77  | Valtteri Bottas  | Alfa Romeo-Ferrari         | 70     | +1:04.432      | 14   | 1      |
| 11                                                                               | 81  | Oscar Piastri    | McLaren-Mercedes           | 70     | +1:05.101      | 8    |        |
| 12                                                                               | 10  | Pierre Gasly     | Alpine-Renault             | 70     | +1:05.249      | 15   |        |
| 13                                                                               | 4   | Lando Norris     | McLaren-Mercedes           | 70     | +1:08.3632     | 7    |        |
| 14                                                                               | 22  | Yuki Tsunoda     | AlphaTauri-Honda RBPT      | 70     | +1:13.423      | 19   |        |
| 15                                                                               | 27  | Nico Hülkenberg  | Haas-Ferrari               | 69     | +1 volta       | 5    |        |
| 16                                                                               | 24  | Guanyu Zhou      | Alfa Romeo-Ferrari         | 69     | +1 volta       | 20   |        |
| 17                                                                               | 20  | Kevin Magnussen  | Haas-Ferrari               | 69     | +1 volta       | 13   |        |
| 18                                                                               | 21  | Nyck de Vries    | AlphaTauri-Honda RBPT      | 69     | +1 volta       | 17   |        |
| Ret                                                                              | 63  | George Russell   | Mercedes                   | 53     | Travões        | 4    |        |
| Ret                                                                              | 2   | Logan Sargeant   | Williams-Mercedes          | 6      | Motor          | 18   |        |
| Volta mais rápida: Sergio Pérez (Red Bull Racing-Honda RBPT) – 1:14.481 (lap 70) |     |                  |                            |        |                |      |        |
| Fonte:                                                                           |     |                  |                            |        |                |      |        |

## Curiosidade
- Max Verstappen conquistou a 41º vitória e igualou o número de vitórias de Ayrton Senna.
- 100º vitória da Red Bull Racing.

## Classificação do campeonato após a corrida
|                | Pos. | Piloto           | Pontos |
| -------------- | ---- | ---------------- | ------ |
|                | 1    | Max Verstappen   | 195    |
|                | 2    | Sergio Pérez     | 126    |
|                | 3    | Fernando Alonso  | 117    |
|                | 4    | Lewis Hamilton   | 102    |
| 1              | 5    | Carlos Sainz Jr. | 68     |
| Referência(s): |      |                  |        |

|                | Pos. | Construtora                | Pontos |
| -------------- | ---- | -------------------------- | ------ |
|                | 1    | Red Bull Racing-Honda RBPT | 321    |
|                | 2    | Mercedes                   | 167    |
|                | 3    | Aston Martin-Mercedes      | 154    |
|                | 4    | Ferrari                    | 122    |
|                | 5    | Alpine-Renault             | 44     |
| Referência(s): |      |                            |        |

- Nota: Apenas as cinco primeiras posições estão incluídas para ambos os conjuntos de classificação.